# A Spanish Dilemma
A Spanish Dilemma est un film américain réalisé par Mack Sennett, sorti en 1912.

## Fiche technique
- Titre original : A Spanish Dilemma
- Réalisation : Mack Sennett
- Société de production : American Mutoscope and Biograph Company
- Pays de production :  États-Unis
- Langue originale : anglais américain
- Format : noir et blanc - film muet
- Dates de sortie :
  - USA : 11 mars 1912

## Distribution
- Fred Mace
- Mack Sennett
- Mabel Normand
- Dell Henderson